# Gustav Hummel
Gustav Hummel (* 20. Februar 1824 in Straßburg; † 19. Juni 1910 in Mannheim) war ein badischer Unternehmer und Politiker.
Hummel betrieb ein Speditionsunternehmen und gehörte von 1864 bis 1870 der Mannheimer Handelskammer an. 1868 wurde er auch Handelsrichter am Handelsgericht Mannheim. Er engagierte sich vor allem für die Rheintalbahn, einer direkten Eisenbahnverbindung von Mannheim nach Karlsruhe über Schwetzingen und Waghäusel.  Später gehörte er der Eisenbahntarifkommission in Berlin an. Seine Spedition musste Hummel 1874 wegen der aufkommenden Konkurrenz der Eisenbahn schließen.
Hummel war Mitglied des Mannheimer Gemeinderats und von 1865 bis 1870 Abgeordneter der zweiten Kammer des badischen Landtags, wo er für den Beitritt Badens zum Norddeutschen Bund eintrat. Danach gehörte er bis 1878 der ersten Kammer an.
Die Stadt Schwetzingen benannte eine Straße nach Gustav Hummel.